# Zoot Woman
A Zoot Woman a kilencvenes évek végén alakult, főként synth pop stílusban zenélő angol elektronikus zenekar; első albuma (Zoot Woman néven) 2001-ben jelent meg, amellyel a new wave egyik mellékágát formálták meg. Az alapító tagok: Adam Blake, Stuart Price és Jonny Blake. 1999-ben Jonny Blake kilépett. 2004-ben csatlakozott Bee Hatherley (basszusgitár, szintetizátor). Stuart Price, a frontember 2002 óta dolgozik Madonnával.
Hangzásuk egyedülálló, hiszen egyesítik a szintipopot, a britpopot és az elektronikus műfajokat, megfűszerezve a 80-as évekkel. Magyarországon legutóbb az Electronic Beats fesztiválon voltak láthatók.

## Albumok
- 2003 – Zoot Woman
- 2001 – Living In A Magazine

## Maxik
- 2004 – Taken It All
- 2003 – Grey Day
- 2003 – Gem
- 2001 – Living In A Magazine
- 2001 – It's Automatic
- 2001 – You & I

## Külső hivatkozások
- Hivatalos oldal
- Woman blog